# Cliffortia falcata
Cliffortia falcata är en rosväxtart som beskrevs av Carl von Linné d.y.. Cliffortia falcata ingår i släktet Cliffortia och familjen rosväxter. Inga underarter finns listade i Catalogue of Life.